# Musée national d’art de Moldavie
 (mai 2025).
Si vous disposez d'ouvrages ou d'articles de référence ou si vous connaissez des sites web de qualité traitant du thème abordé ici, merci de compléter l'article en donnant les références utiles à sa vérifiabilité et en les liant à la section « Notes et références ».
Le Musée national d’art de Moldavie est un musée situé dans le centre de Chisinau, la seule institution de ce type en République de Moldavie. Elle a été fondée par Alexandru Plămădeală et Auguste Baillayre en 1939.
Actuellement, le patrimoine compte plus de 39 000 œuvres, qui témoignent de l'évolution des beaux-arts à partir du XIXe siècle. Des expositions d'art européen, russe et oriental sont organisées dans le musée permanent.

## Histoire du Musée
En 1939, le sculpteur Alexandru Plămădeală sélectionne environ 160 œuvres d'artistes plasticiens bessarabiens et roumains, pour l'établissement de la première galerie d'art à Chişinău, le gardien en chef étant nommé Auguste Baillayre. L'inauguration de la Pinacothèque a eu lieu le 26 novembre 1939, ce qui signifiait en fait l'ouverture du premier musée d'art, dont le successeur est devenu aujourd'hui le Musée national d'art. Dans les premiers jours de la Seconde Guerre mondiale, les œuvres de la Pinacothèque ont été chargées dans deux wagons et envoyées à Kharkov ; leur sort restant inconnu à ce jour. Vers la fin de 1944, grâce aux transferts de fonds de la galerie Tretiakov et de l'Ermitage, le musée reprend son activité avec l'inauguration d'expositions permanentes.
Le musée est situé dans le bâtiment de l'ancien gymnase des filles fondé par la princesse N. Dadiani.

## Collection du musée
La collection du musée s'est enrichie au fil du temps, d'icônes anciennes, d'œuvres de peintres bessarabiens et de ceux de Russie, d'Europe occidentale, du Japon, d'Inde, de Chine.
En 1947, par la volonté du professeur de l'Académie des Beaux-Arts de Saint-Pétersbourg, Pavel Schillingovsky, le musée a reçu une impressionnante collection d'œuvres graphiques de maîtres européens et russes du XIXe siècle. XVII–XIX.
En 1962, le musée reçoit en cadeau la collection de l'ancien professeur de "l'Ecole des Beaux-Arts" de Chisinau, le peintre (et conservateur en chef à l'ouverture en 1939) Auguste Baillayre. En plus d'être l'un des fondateurs, Baillayre a fourni une importante donation constituée de 342 œuvres d'artistes, tant nationaux qu'universels.
En 1975, des œuvres des peintres Orest Kiprenski ("Fille aux fruits"), Vladimir Makovski ("À la taverne"), des estampes d'Albrecht Dürer, William Hogarth, Katty Kolvitz, Piotr Utkin, Vasili Perov, Filipp Maliavin, etc.
Durant l'été 2021, le musée héberge une exposition de 42 œuvres de Dorin Coltofeanu.

## Galerie

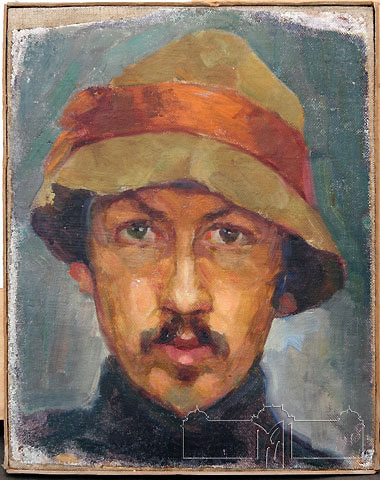
Plămădeala Alexandru, 1888-1940, Autoportrait, 1918,huile, toile, 34,5 x 27,3
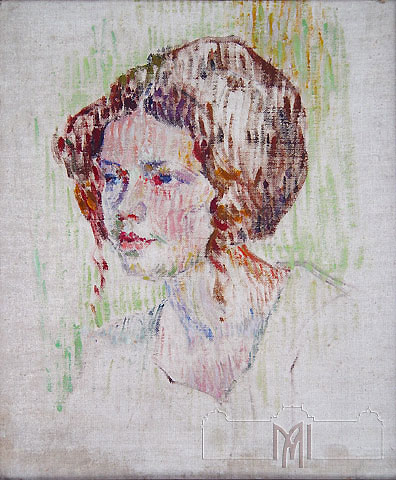
Arionescu – Baillayre Lidia, 1880-1923 Portrait d'une femme, 1904, huile, toile, 48 x 40
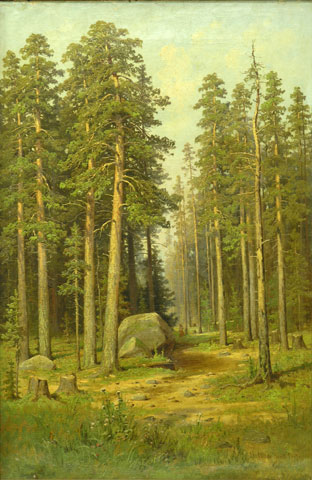
I. I. Chichkine (1832-1898). Pins. huile, toile, 66,5 x 44,6 cm